# Zerbst (Anhalt)
Zerbst település Németországban, azon belül Szász-Anhalt tartományban. Lakosainak száma 21 483 fő (2023. december 31.).

## Népesség
A település népességének változása:
| Lakosok száma | 22 920 | 22 055 | 21 702 | 21 657 | 21 234 | 21 519 | 21 483 |
|               | 2011   | 2015   | 2017   | 2019   | 2021   | 2022   | 2023   |

## Ismert személyek, akik a településhez köthetőek
- Itt született, élt és alkotott negyvenes éveiig Paul Kummer német evangélikus hittanár, mikológus.